# Benjamin Pedersen
Benjamin Pedersen (Copenhague, 11 de maio de 1999) é um automobilista dinamarquês-americano. Atualmente disputa a IndyCar Series pela equipe A. J. Foyt Enterprises.

## Carreira
A estreia de Pedersen no automobilismo foi em 2016, competindo na Fórmula 4 Norte-Americana pela equipe Leading Edge Grand Prix (em associação com a Global Racing Group, gerenciada por seu pai). Seguiu na categoria até 2018, chegando a revezar com a Fórmula 3 das Américas (atual Fórmula Regional), passando também pela Fórmula 3 Britânica BRDC e Euroformula Open.

## Indy Lights
Em 2021, Pedersen disputou a temporada da Indy Lights pela Global Racing Group (agora em associação com a HMD Motorsports. Obteve 6 pódios (2 segundos lugares e 4 terceiros) e uma volta mais rápida, terminando em 4º lugar com 356 pontos. Permaneceu na equipe no ano seguinte, conquistando sua primeira vitória na etapa de Portland, além de outros 4 pódios, e encerrando o campeonato na quinta posição, com 444 pontos.

## IndyCar Series
Depois de fazer um teste com a Juncos Hollinger Racing em junho de 2022, o dinamarquês foi anunciado como novo piloto da A. J. Foyt Enterprises para a temporada 2023 da IndyCar Series, substituindo Kyle Kirkwood. Inicialmente inscrito com o #88 (escolhido como forma de homenagear A. J. Foyt, que completara 88 anos de idade, teve que mudar para o #55 devido à conotação nazista atribuída ao número anterior. Nas 500 Milhas de Indianápolis, foi o novato melhor classificado, terminando em 21º lugar (foi o 11º no grid de largada).

## Links
- Estatísticas de Benjamin Pedersen - DriverDB
- Site oficial